# Турман, Роберт
Ро́берт Александр Фаррар Ту́рман (англ. Robert Alexander Farrar Thurman, часто Боб Турман; род. 4 августа 1941, Нью-Йорк) — американский писатель, общественный деятель и учёный. Близкий друг Далай-Ламы и глава Тибетского Дома, организации, представляющей в США тибетское наследие. Среди его детей — актриса Ума Турман. Со своими лекциями Турман объехал весь мир. Также выступал в Сенате США как эксперт по проблеме Тибета.

## Биография

### Ранние годы
Юный Турман испытывал глубочайшую неудовлетворённость американским жизненным устройством. В своём поиске альтернативы в 1958 году он едва не присоединился к войскам молодого Фиделя Кастро. В эти бурные 1960-е годы он переживал много трудностей, испытывал проблемы со здоровьем (потерял глаз). Возможно, именно эти события находят всё новые отображения в фильмах Тарантино. Это увлечение стоило ему места в Эксетер Академи (1954—1958). Затем он поступил в Гарвард (1961—1962), но бросил учёбу и отправился в Индию. Страна с древнейшей историей и традициями виделась ему полной сокровищ, скрытых смыслов, утраченных материалистической цивилизацией.
То, что я испытал, дало мне хорошую встряску. Фактически, я побывал на краю смерти. И тогда я решил, что больше не могу вести двойную жизнь: не могу оставаться обычным американцем, быть успешным в учебе, карьере, при этом с детства зная, что мир совсем другой и все это неправильно. Я снова бросил все и отправился в Индию. 

### Знакомство с тибетским буддизмом в Индии и США
Пользуясь радушием и гостеприимством местного населения, юный Турман искал истину, встречаясь с индуистскими свами, суфийскими учителями и буддийскими монахами. Это было ещё до эры детей цветов, беззаботных хиппи, и Турман вызывал неизменный восторг мастеров и их живой отклик на его духовные запросы.

Среди этой богатейшей сокровищницы духовности человечества он столкнулся и с тибетской культурой: 
я познакомился с тибетцами и внезапно почувствовал, что я дома.
Вернувшись из Индии в США на похороны своего отца, Турман познакомился с Геше Вангьялом. Этнический калмык, Геше Вангьял родился в приволжских степях в 1902 году, обучался в Тибете в Дрепунг Гомане. Геше Вангьял почитал как своего учителя Агвана Доржиева, партнёра Далай-ламы XIII по философскому диспуту и в дальнейшем виднейшего политика региона. В 1955 году Геше Вангьял оказался первым монахом тибетской буддийской традиции, который поселился в США и создал здесь первый тибетский монастырь. Таким образом, Роберт Турман является, по его собственному заявлению, «духовным внуком» Агвана Доржиева.

### Знакомство с Далай-Ламой
В 1964 году Геше Вангьял представил Турмана Далай-Ламе как американского паренька «с добрым сердцем, хотя немножко гордого, который хорошо говорит по-тибетски, знает кое-что о буддизме и хочет стать монахом». Геше Вангьял оставил решение, быть Турману монахом или нет, за Далай-Ламой. И Турман стал первым американцем-монахом тибетской буддийской традиции, принявшим обеты от самого Далай-Ламы.

Ему было 24 года, а Далай-Ламе 29. Пока юный американский монах жил в Индии, они встречались едва ли не каждую неделю, причём Далай-Лама не столько отвечал на вопросы Турмана о буддизме, сколько сам стремился подробнее расспросить его о западных темах: фрейдизм, физика и т. д. Турман же целиком погрузился в постижение буддийской философии. Как рассказывает об этом сам Турман, 
я хотел лишь одного — остаться в 2500-летнем буддийском обществе искателей просветления, погрузиться в него на правах монаха. Мой внутренний мир стал богат, полон прозрений и благих видений, с чувством счастья и избранности, потому что я получил доступ к столь великим учителям и учениям и был наделён временем для того, чтобы изучать и реализовывать их.

### Становление общественного деятеля
Затем Турман вернулся в США и по совету Геше Вангьяла сложил с себя монашеские обеты, которым следовал в течение пяти лет. Однако он не оставил свою практику и изучение буддизма. Он решил далее изучать языки буддийского канона, работать с буддийскими текстами. 
Единственный мирской институт в Америке, сравнимый с монашеством — это университет, поэтому я вернулся к научной работе.
 Турман возобновил образование в Гарварде. Ряд предметов, которые он выбрал теперь, постоянно сталкивал его с другим студентом, увлечённым буддизмом, по имени Александр Берзин. Рассказы Турмана о живой традиции тибетского буддизма повлияли на Берзина настолько, что тот занялся тибетологией, а в дальнейшем стал одним из виднейших западных авторов и наставников тибетской традиции.
В Гарварде Турман получил магистерскую степень в 1969 и докторскую в области санскритской индологии в 1972. С 1973 по 1988 год он преподавал религиоведение в Амхерст Колледж, после чего перешёл в Колумбийский Университет.
Ныне Роберт Турман возглавляет первое и единственное в своей области место профессора-заведующего кафедрой изучения индо-тибетского буддизма им. Чже Цонкапы в Колумбийском университете.
В 1997 году журнал «Time» назвал его одним из 25 наиболее влиятельных американцев.

Великолепный переводчик, автор как научных, так и публицистических работ, Турман известен и как учёный, и как борец за сохранение тибетской культуры. В 1987 году он с Ричардом Гиром и Филипом Глассом создал Тибетский Дом в Нью-Йорке — некоммерческую организацию, посвящённую сохранению живой тибетской традиции. Его собственными словами: 
То, что я усвоил от тибетцев, изменило мою жизнь навсегда, и я чувствую, что в их культуре есть некая внутренняя наука, имеющая прямое отношение к тому трудному времени, в которое мы живём. Моё намерение в том, чтобы поделиться частицей той глубокой надежды на будущее, которой они поделились со мной.

### Россия
Роберт Турман неоднократно посещал Россию. Первое публичное выступление было приурочено к 150-летию Агван Доржиева и открытию его мемориальной доски в Санкт-Петербургском буддийском храме. Тогда же на Восточном факультете СПбГУ состоялась его первая лекция. Дальнейшие визиты включали в первую очередь лекции в Москве. Издательство «Открытый Мир» издало 2 книги Турмана (по состоянию на январь 2008). В 2004 году Роберт Турман выступил одним из инициаторов и принял активное участие в фестивале «Тибет: Традиции. Искусство. Философия», проходившего в Москве. В 2005 году по приглашению Тибетского Дома в Москве Роберт Турман посетил Москву с серией лекций.

## Семья
Первым браком женат (1959—1961) на Кристоф де Менил, из знатной американской семьи. Развёлся в период личного кризиса, вскоре после потери глаза. Одна дочь Тайя, внук Дэш Сноу был нью-йоркским художником.
Вторым браком (с 1967, после возвращения монашеских обетов) женат на  Нене Турман, в девичестве фон Шлебрюгге, потомственной модели, в прошлом жене Тимоти Лири. У них четверо детей, первый ребёнок — киноактриса Ума Турман. В настоящее время Нена — практикующий психологический консультант.